# Jaume Benavente i Cassanyes
Jaume Benavente i Cassanyes   (Barcelona, 22 de novembre de 1958) és un escriptor català, autor d'una vintena de llibres. Durant la seva primera infantesa va viure al Brasil, on havia emigrat la seva família. Llicenciat en Belles Arts, ha treballat com a dibuixant, auxiliar de biblioteques, documentalista i conservador de museus, entre altres oficis. Actualment, viu a Barcelona.
Considerat un autor creador d'atmosferes, d'un cert nomadisme, té un marcat accent existencial, de reflexió moral i amb un gran interès pel viatge literari. Ja siguin novel·les, relats, dietaris de viatges o novel·les juvenils, la seva obra integra un corpus únic, amb variacions al voltant dels temes que apareixen al seu imaginari: la recerca d'un lloc al món, la lluita contra l'adversitat, la trobada o confrontació entre la Història i l'existència individual, l'elaboració o creació d'un paisatge a partir de la percepció de qui l'habita o qui hi transita, el pas del temps, la frontera entre ficció i realitat, el viatge com a experiència catàrquica i la melangia com una forma de vida.
Després de la publicació dels seus primers llibres, El factor climàtic (1990) i Vides invisibles (1994), va iniciar un cicle centrat en el món portuguès i atlàntic, amb les novel·les Camps de lava (2000), Masurca de Praia (2001), Llums a la costa (2007) i els llibres de viatges Viatge d'hivern a Madeira (2004) i Dietari de Porto (2013). A més a més, va publicar altres llibres com la novel·la Nocturn de Portbou (2003), el llibre de relats L'ajudant de Kepler (2006) i diferents novel·les juvenils, entre les quals destaca Història d'amor a Sarajevo (2005). El 2010 apareix la novel·la El quadern de Nicolaas Kleen, l'inici d'una sèrie de narrativa negra al voltant del personatge la inspectora de policia holandesa Marja Batelaar i que té per escenari principal la ciutat d'Amsterdam i alhora el paisatge europeu. Entre els seus darrers títols, cal destacar les novel·les L'home que llegia Miquel Strogoff (2018) i Somnis de Valparaíso (2020), així com el relat autobiogràfic Els dies sense fi (2020).
Ha guanyat diversos guardons, entre els quals destaca el Premi Pin i Soler de narrativa 2006, amb Llums a la costa, el Premi Ramon Muntaner de literatura juvenil, amb Història d'amor a Sarajevo, el Premi Lleida de Narrativa, amb Viatge d'hivern a Madeira, el Premi Benvingut Oliver de Narrativa amb Dietari de Porto i el Premi València Alfons el Magnànim de Narrativa amb Somnis de Valparaíso. Diferents llibres seus han estat traduïts a l'espanyol i l'italià.

## Obra

### Narrativa breu
- 1990 - El factor climàtic
- 2006 - L'ajudant de Kepler

### Novel·la
- 1994 - Vides invisibles
- 2000 - Camps de lava
- 2001 - Masurca de Praia
- 2003 - Nocturn de Portbou
- 2007 - Llums a la costa
- 2010 - El quadern de Nicolaas Kleen
- 2013 - Lluny d'aquí
- 2014 - Dibuix a les fosques[5]
- 2018 - L'home que llegia Miquel Strogoff
- 2020 - Somnis de Valparaíso
- 2022 - Els dies sense fi

### Narrativa de viatges
- 2004 - Viatge d'hivern a Madeira
- 2013 - Dietari de Porto
- 2017 - Una mirada interrogativa i altres textos errants

### Novel·la juvenil
- 2005 - La senda del dingo
- 2005 - Història d'amor a Sarajevo
- 2008 - La il·lusió
- 2009 - Les bicicletes de l'Havana

### Poesia
- 2002 - Un pont sobre l'erm

### Teatre
- 1992 - Laberint d'Arcàdia (amb Joan Grau Martí)

## Premis literaris
- 2000 Roc Boronat de novel·la curta per Masurca de Praia
- 2001 Rosa Leveroni de poesia per Un pont sobre l'erm
- 2002 Lleida de narrativa per Viatge d'hivern a Madeira
- 2005 Recull-Joaquim Ruyra de narració L'ajudant de Kepler
- 2005 Ramon Muntaner per Història d'amor a Sarajevo[1]
- 2006 Premi Pin i Soler de narrativa per Llums a la costa[3]
- 2011 Benvingut Oliver de Narrativa per Dietari de Porto
- 2020 Premi València de Narrativa en valencià per Somnis de Valparaíso[6]